# Amtsgericht Frauenstein
Das Amtsgericht Frauenstein war ein Gericht der ordentlichen Gerichtsbarkeit und ein Amtsgericht in Sachsen mit Sitz in Frauenstein.

## Geschichte
In Frauenstein bestand bis 1879 das Gerichtsamt Frauenstein als Eingangsgericht. Im Rahmen der Reichsjustizgesetze wurden 1879 im Königreich Sachsen die Gerichtsämter aufgehoben und Amtsgerichte, darunter das Amtsgericht Frauenstein, geschaffen. Der Gerichtssprengel umfasste Frauenstein, Ammelsdorf, Burkersdorf, Dittersbach, Friedersdorf, Hartmannsdorf mit Neubau, Plattenhäusern und Steinbrückmühle, Hennersdorf, Hermsdorf bei Frauenstein, Holzhau (Nieder- und Ober-), Kleinbobritzsch, Kleinpretzschendorf, Nassau (Nieder- und Ober-), Niederpretzschendorf, Oberpöbel, Oberpretzschendorf, Rechenberg mit Bienenmühle, Reichenau mit Gimmlitzthalmühlen und Neubau, Röthenbach, Schönfeld bei Hennersdorf, Seyde bei Frauenstein sowie die Frauensteiner, Nassauer und Rechenberger Forstreviere. Das Amtsgericht Frauenstein war eines von 15 Amtsgerichten im Bezirk des Landgerichtes Freiberg. Der Amtsgerichtsbezirk umfasste danach 13.033 Einwohner. Das Gericht hatte damals eine Richterstelle und war ein kleines Amtsgericht im Landgerichtsbezirk.
Das Amtsgericht Frauenstein wurde kriegsbedingt 1943 stillgelegt. Das Amtsgericht Freiberg übernahm seine Aufgaben. Lediglich einzelne Gerichtstage des Freiberger Amtsgerichtes wurden danach noch in Frauenstein abgehalten.

## Gerichtsgebäude

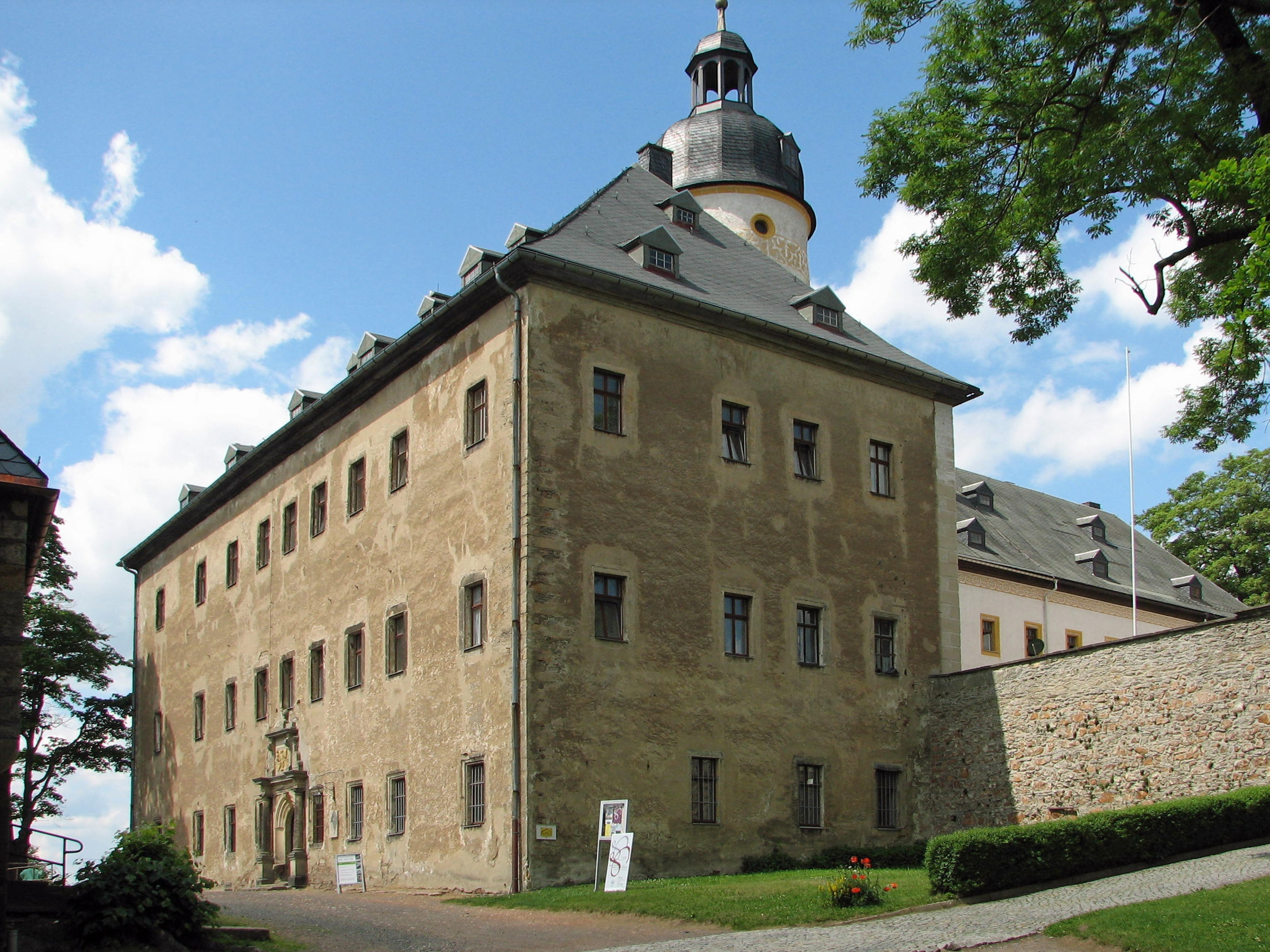
Ehem. Gerichtsgebäude (2011)

Das Amtsgericht nutzte das Schloss Frauenstein als Gerichtsgebäude. Es steht unter Denkmalschutz.